# 蛇の補題
蛇の補題（へびのほだい、英: snake lemma）、スネーク・レンマは数学、特にホモロジー代数において、長完全列を構成するために使われる道具である。蛇の補題はすべてのアーベル圏で有効であり、ホモロジー代数やその応用、例えば代数トポロジーにおいて、きわめて重要な道具である。補題の助けによって構成された準同型は一般に連結準同型 (connecting homomorphism) と呼ばれる。

## 補題の主張
任意のアーベル圏（アーベル群の圏や与えられた体上のベクトル空間の圏など）において、可換図式
を考える。ただし2つの行は完全で、0 は零対象である。すると a, b, c の核や余核に関連した完全列
{\displaystyle \ker a\;{\color {Gray}\longrightarrow }\ker b\;{\color {Gray}\longrightarrow }\ker c\;{\overset {d}{\longrightarrow }}\operatorname {coker} a\;{\color {Gray}\longrightarrow }\operatorname {coker} b\;{\color {Gray}\longrightarrow }\operatorname {coker} c}
が存在する。さらに、射 f がモノ射であれば、射 ker a → ker b もモノ射であり、g' がエピ射であれば、coker b → coker c もエピ射である。

## 名前の説明
どこで蛇の補題がその名前を得たか見るために、上の図式を次のように広げる。
補題の結論である完全列を、ずるずる滑っている蛇のような逆 S 字に、この広げられた図式に描くことができることに注意しよう。

## 写像の構成
核の間の写像と余核の間の写像は、図式の可換性によって、与えられた（水平の）写像から自然な方法で誘導される。2つの誘導された列の完全性はもとの図式の行の完全性から直ちに従う。補題の重要なステートメントは、完全列を完成させる連結準同型 d が存在するということである。
アーベル群やある環上の加群の場合、写像 d は次のように構成できる。ker c の元 x をとり、それを C の元と見る。g は全射なので、ある B の元 y が存在して、g(y) = x である。図式の可換性によって、{\displaystyle g'(b(y))=c(g(y))=c(x)=0\!} であり（なぜならば x は c の核に属しているから）、したがって b(y) は g'  の核に属している。下の行が完全なので、A'  の元 z が存在して、f '(z) = b(y) である。z は f ' の単射性によって一意である。そこで d(x) = z + im(a) と定義する。さて次のことを確認しなければならない。d は well-defined である（すなわち d(x) は x にのみ依り、y の取り方によらない）こと、d は準同型であること、そして得られる長い列が実際に完全であること。
それが為されれば、定理はアーベル群や環上の加群に対して証明される。一般の場合には、議論は元の代わりに射や cancellation の性質の言葉で言い直されるであろう。あるいは、ミッチェルの埋め込み定理の助けを借りてもよい。

## 自然性
応用において、長完全列が（自然変換の意味で）「自然」であることを示す必要がしばしばある。これは蛇の補題によってできた列の自然性から従う。
上の図式が可換で行が完全であるとすれば、蛇の補題を「手前」と「奥」で2回適用することができ、2つの長完全列が得られる。これらは下の形の可換図式によって関係している。

## 大衆文化において
- 蛇の補題の証明は1980年の映画 It's My Turn の最初にジル・クレイバーグによって教えられている。